# Azerbaiyán en los Juegos Paralímpicos de Tokio 2020
Azerbaiyán estuvo representado en los Juegos Paralímpicos de Tokio 2020 por un total de 35 deportistas, 24 hombres y 11 mujeres.

## Medallistas
El equipo paralímpico azerbaiyano obtuvo las siguientes medallas:
| Nombre            | Deporte                   | Evento                          |
| ----------------- | ------------------------- | ------------------------------- |
| Oro               |                           |                                 |
| Lamiyə Vəliyeva   | Atletismo                 | 400 m T13 femenino              |
| Həmid Heydəri     | Atletismo                 | Jabalina F57 masculino          |
| Elvin Astanov     | Atletismo                 | Peso F53 masculino              |
| Orxan Aslanov     | Atletismo                 | Salto de longitud T13 masculino |
| Raman Saley       | Natación                  | 100 m espalda S12 masculino     |
| Raman Saley       | Natación                  | 100 m libre S12 masculino       |
| Raman Saley       | Natación                  | 100 m mariposa S12 masculino    |
| Vali Israfilov    | Natación                  | 100 m braza SB12 masculino      |
| Şəhanə Hacıyeva   | Yudo                      | –48 kg femenino                 |
| Sevda Vəliyeva    | Yudo                      | –57 kg femenino                 |
| Xanım Hüseynova   | Yudo                      | –63 kg femenino                 |
| Dürsədəf Kərimova | Yudo                      | +70 kg femenino                 |
| Vüqar Şirinli     | Yudo                      | –60 kg masculino                |
| Hüseyn Rəhimli    | Yudo                      | –81 kg masculino                |
| Plata             |                           |                                 |
| Lamiyə Vəliyeva   | Atletismo                 | 100 m T13 femenino              |
| Bronce            |                           |                                 |
| Səid Nəcəfzadə    | Atletismo                 | Salto de longitud T12 masculino |
| Pərvin Məmmədov   | Levantamiento de potencia | –49 kg masculino                |
| Namiq Abbaslı     | Yudo                      | –66 kg masculino                |
| İlham Zəkiyev     | Yudo                      | +100 kg masculino               |